# Lucianus van Lentini
Lucianus van Lentini (Romeins-Byzantijnse provincie Sicilia, 5e of 6e eeuw) was bisschop van Lentini op Sicilië. Lentini was een bisdom van de 3e eeuw tot de 9e eeuw bij de verovering door de Arabieren. Lucianus wordt vereerd zowel in de Orthodoxe Kerken als in de Roomse Kerk. Hij werd heilig verklaard omdat hij streed ter verering van relikwieën.

## Levensloop
Zijn levensverhaal wordt verhaald door een benedictijnse monnik die de levens van de drie broers-martelaren Alphius, Philadelphus en Cyrinus overschreef van de Grieks-orthodoxe monniken de basilianen. De drie broers werden in Lentini gedood tijdens de christenvervolgingen van keizer Decius in de 3e eeuw. Hun relikwieën hadden en hebben nog een belangrijke plaats in de hoofdkerk van Lentini: de Santa Maria la Cava e Sant'Alfio.
Eeuwen later brak er een ruzie uit tussen de bisschop van Lentini, Crescens, en zijn aartsdiaken Lucianus. Crescens wou komaf maken met de verering van de relikwieën der drie martelaren. Lucianus verzette zich en zou volgens de legende de relikwieën in een klooster verstopt hebben. Crescens werd afgezet. Lucianus volgde hem op als bisschop van Lentini. Volgens de traditie was Lucianus de negende bisschop van Lentini.
Bisschop Lucianus herstelde de verering van Alphius, Philadelphus en Cyrinus en leidde een vroom leven. Tijdens de naar verluidt 27 jaren dat hij bisschop was, brak er hongersnood uit in de stad. Bovenop de honger brak de pest uit, volgens de kroniekschrijvers, als straf voor de wanpraktijken van de vorige bisschop Crescens. Door heiligenvereringen, gebed en vasten verdwenen de hongersnood en de pest. Lucianus werd reeds in zijn leven aanbeden voor de mirakels die hij deed.
De Orthodoxe Kerk in het Byzantijnse Rijk, waartoe Sicilië behoorde, riep Lucianus uit tot heilige. De Roomse Kerk deed later hetzelfde.

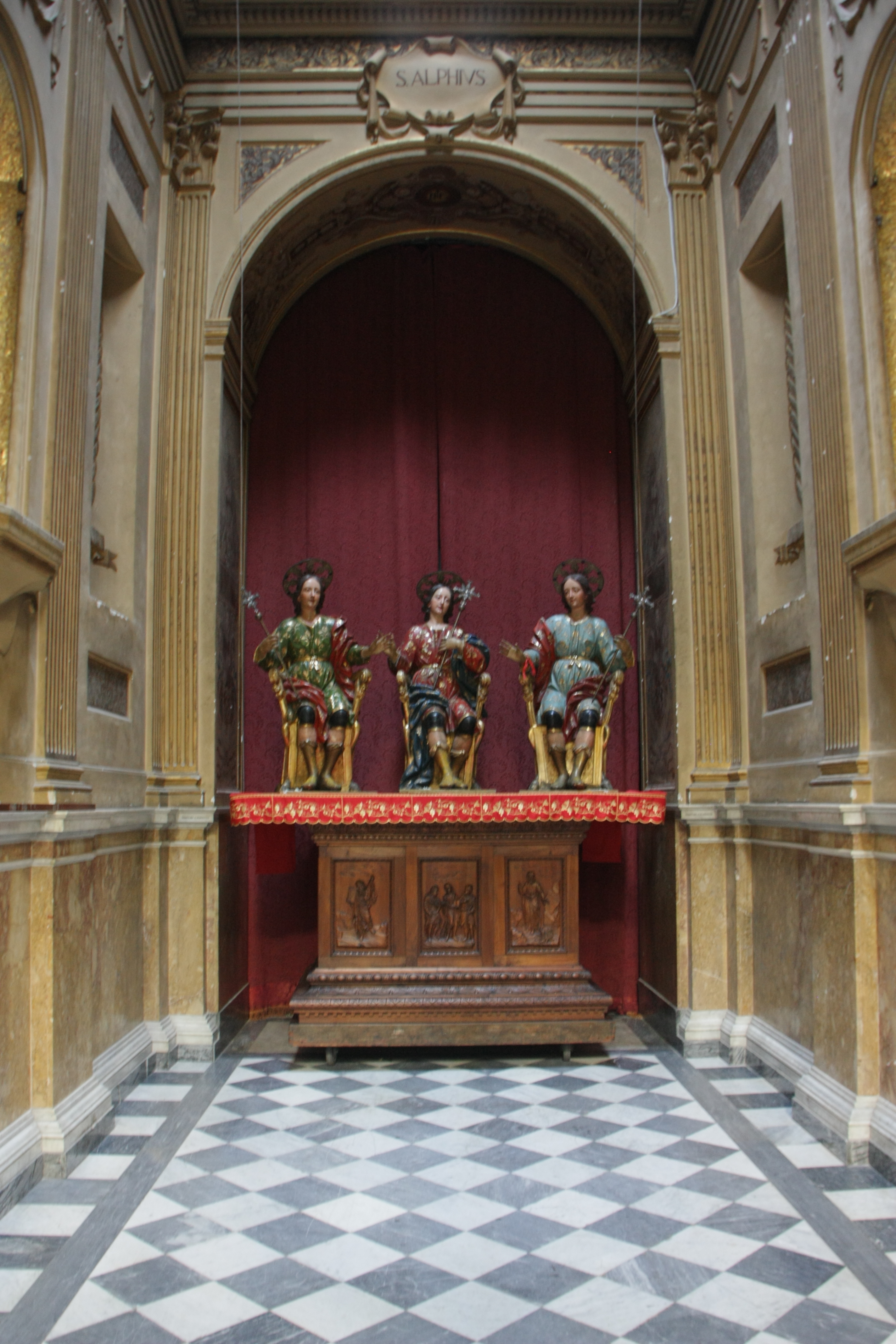
Beelden van de martelaren Alphius, Philadelphus en Cyrinus. Kerk Santa Maria la Cava e Sant'Alfio, Lentini, Italië